# Serica dathei
Serica dathei är en skalbaggsart som beskrevs av Ahrens 2005. Serica dathei ingår i släktet Serica och familjen Melolonthidae. Inga underarter finns listade i Catalogue of Life.